# Hennebygda
Hennebygda – wieś w zachodniej Norwegii, w okręgu Sogn og Fjordane, w gminie Stryn. Wieś położona jest u ujścia rzeki Sæelva, na północnym wybrzeżu fiordu Nordfjord – na dość stromej pochyłej jego części. Hennebygda leży około 10 km na wschód od miejscowości Lote położonej w gminie Eid i około 37 km na zachód od centrum administracyjnego gminy – Stryn. 
Hennebygda jest popularną miejscowością wypoczynkową. W okresie letnim do miejscowości przybywa bardzo dużo turystów. „Hennjane” jest popularnym miejscem wypoczynku od bardzo wielu lat. W wiosce znajduje się wiele kamiennych rzeźb i nagrobków z dawnych czasów.